# TV Aichi
TV Aichi (jap. テレビ愛知株式会社, Terebi Aichi Kabushiki kaisha, engl. Television Aichi Broadcasting Co., Ltd., kurz: TVA) ist ein Fernsehsender in Nagoya für den Raum der Präfektur Aichi. Der Sender gehört zum Network TXN und übernimmt daher einen Teil des Programms von TV Tokyo. Das Rufzeichen des Senders ist JOCI-DTV.
Das Programm ging am 1. September 1983 auf Sendung. Zum 24. Juli 2011 wurde die analoge Übertragung (Rufzeichen: JOCI-TV) abgeschaltet.
Weitere Sender mit Sitz in Nagoya und regionale Konkurrenten sind Tōkai TV, CBC, Chūkyō TV sowie Nagoya TV.